# Distretto di Qixingguan
Il distretto di Qixingguan (七星关区S, Qīxīngguān QūP) è un distretto della Cina, situato nella provincia del Guizhou e amministrato dalla prefettura di Bijie.